# Neogossea voigti
Neogossea voigti is een buikharige uit de familie Neogosseidae. Het dier komt uit het geslacht Neogossea. Neogossea voigti werd in 1905 voor het eerst wetenschappelijk beschreven door Daday. 